# Peugeot 405
Peugeot 405 je automobil střední třídy, který v letech 1987 až 1997 vyráběla francouzská automobilka Peugeot. Ve výrobním programu automobilky neměl přímého předchůdce a zařadil se mezi dosavadní modely Peugeot 305 a Peugeot 505, které částečně nahradil. Jeho nástupcem se stal Peugeot 406. Vyráběl se jako sedan nebo kombi s označením Break. V současnosti se tento model rychle ztrácí z našich silnic podle statistik za uplynulých 19 let je úbytek o 92 %, což znamená že k roku 2015 bylo ve velké Británii registrováno cca 3000 ks celkově počty 405 stále klesají, čímž se zvyšuje i jejich hodnota.
Čtyřistapětka se stále vyrábí a to v Íránu pod označením Peugeot pars, kde se své nízké ceně a vysoké spolehlivosti těší velké oblibě.

## Popis
Peugeot 405 vyhrál titul Auto roku 1988. Po té se stal předlohou pro další automobily doby. Dále Peugeot vlastnil jeden z nejlepších podvozků ve své době řízení bylo přesné a příjemné. Po stránce motorů Peugeot nabízel spolehlivé motory, které byly svižné a dostatečně výkonné, to se ovšem nedalo tvrdit o motorech s obsahem 1,4 l. Design vozu vytvořil známý italský designer Pininfarina. Celkem bylo prodáno kolem 2,5 milionu vozů. Byl posledním typem Peugeot, který se prodával ve Spojených státech. Kromě francouzského Sochaux a britského Rytonu se montoval i v Zimbabwe, Egyptě, Indonésii, Íránu, Thajsku, Argentině, Chile, Polsku a na Tchaj-wanu. Íránská verze určená pro místní trh se lišila pohonem zadních kol. Kombi bylo představeno v roce 1988. V roce 1993 prošel model malou modernizací. Byly použity nové světlomety a objevily se nové motory. Výroba sedanu skončila v roce 1995. Kombi se přestalo vyrábět o dva roky později.

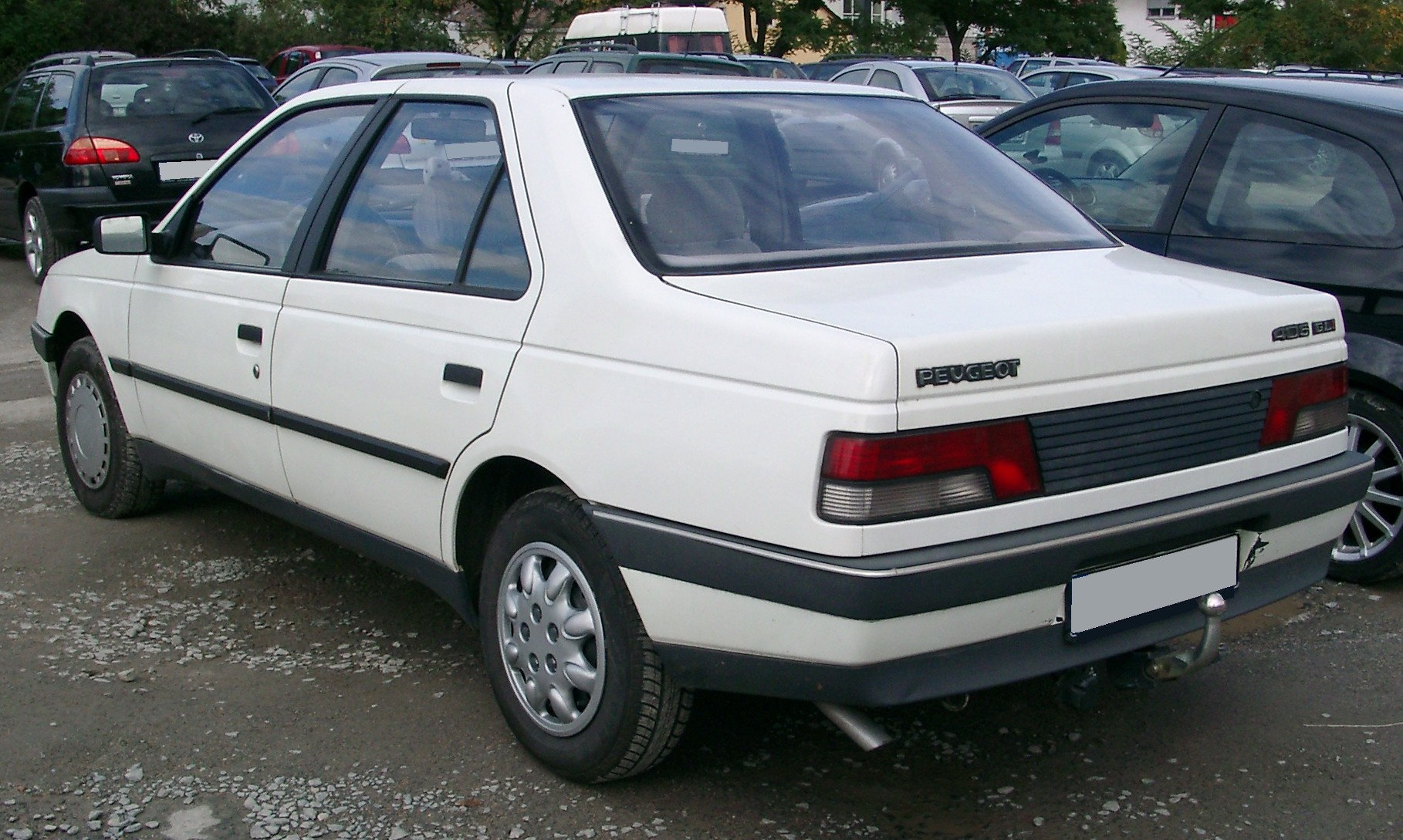
Peugeot 405 (před faceliftem)
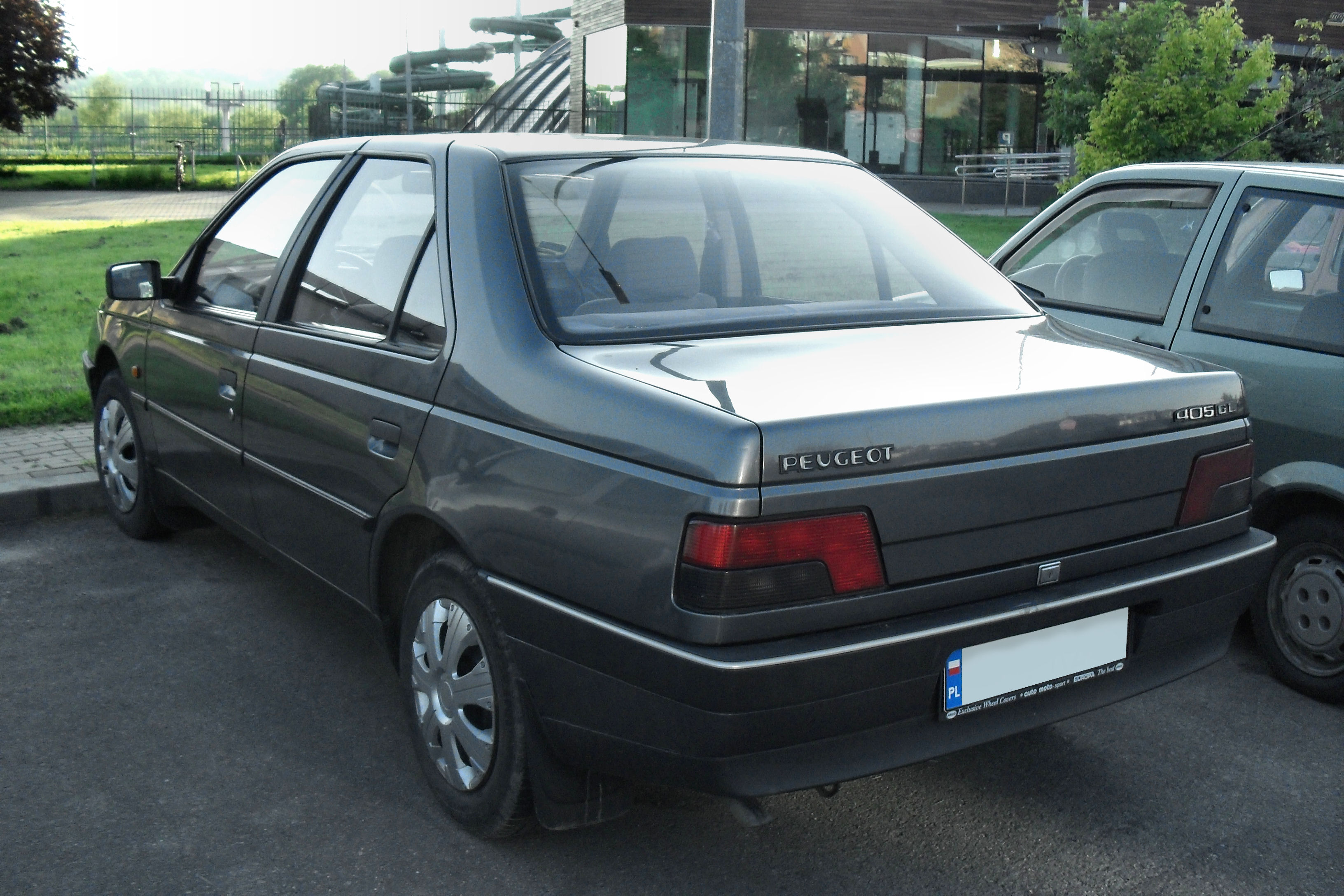
Peugeot 405 (po faceliftu)
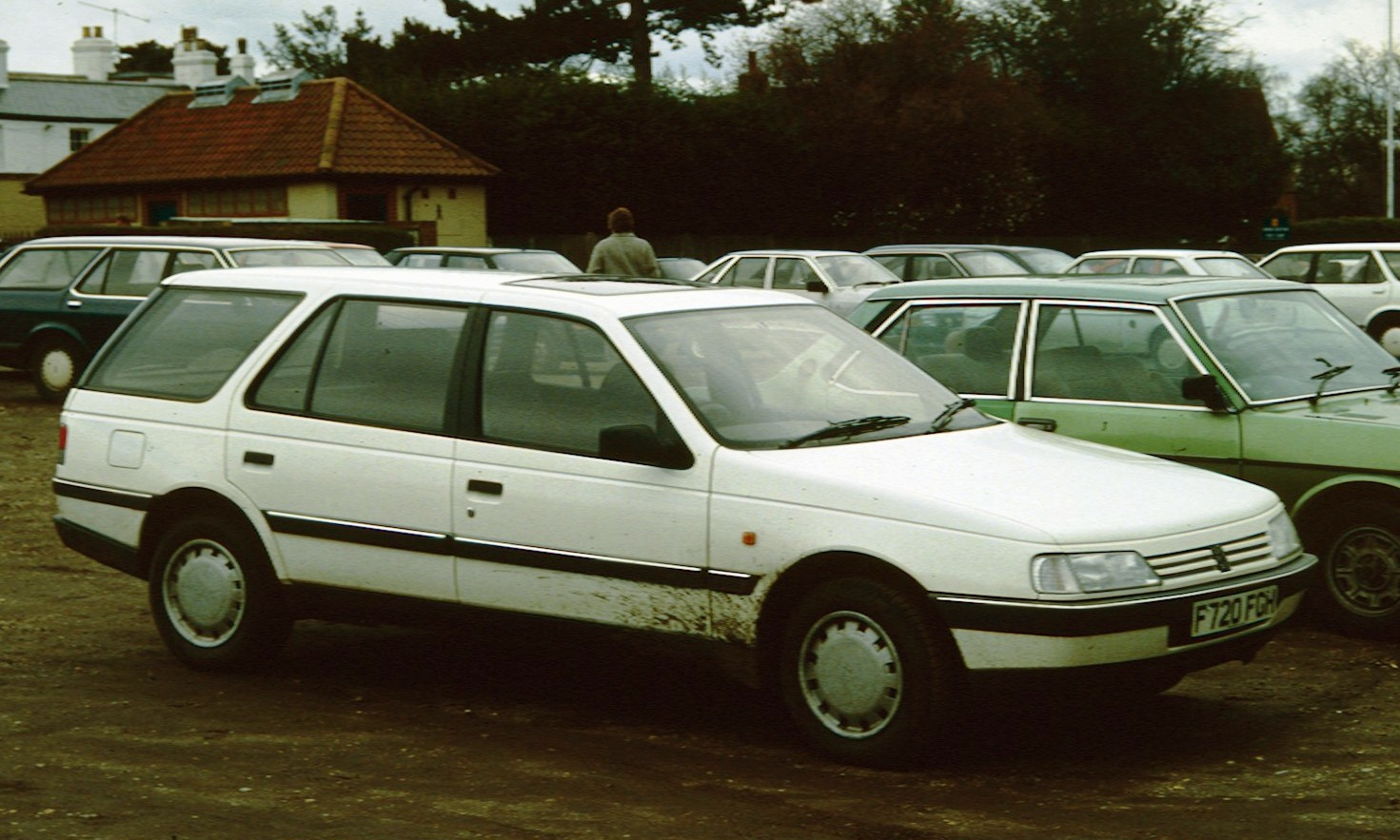
Peugeot 405 Break
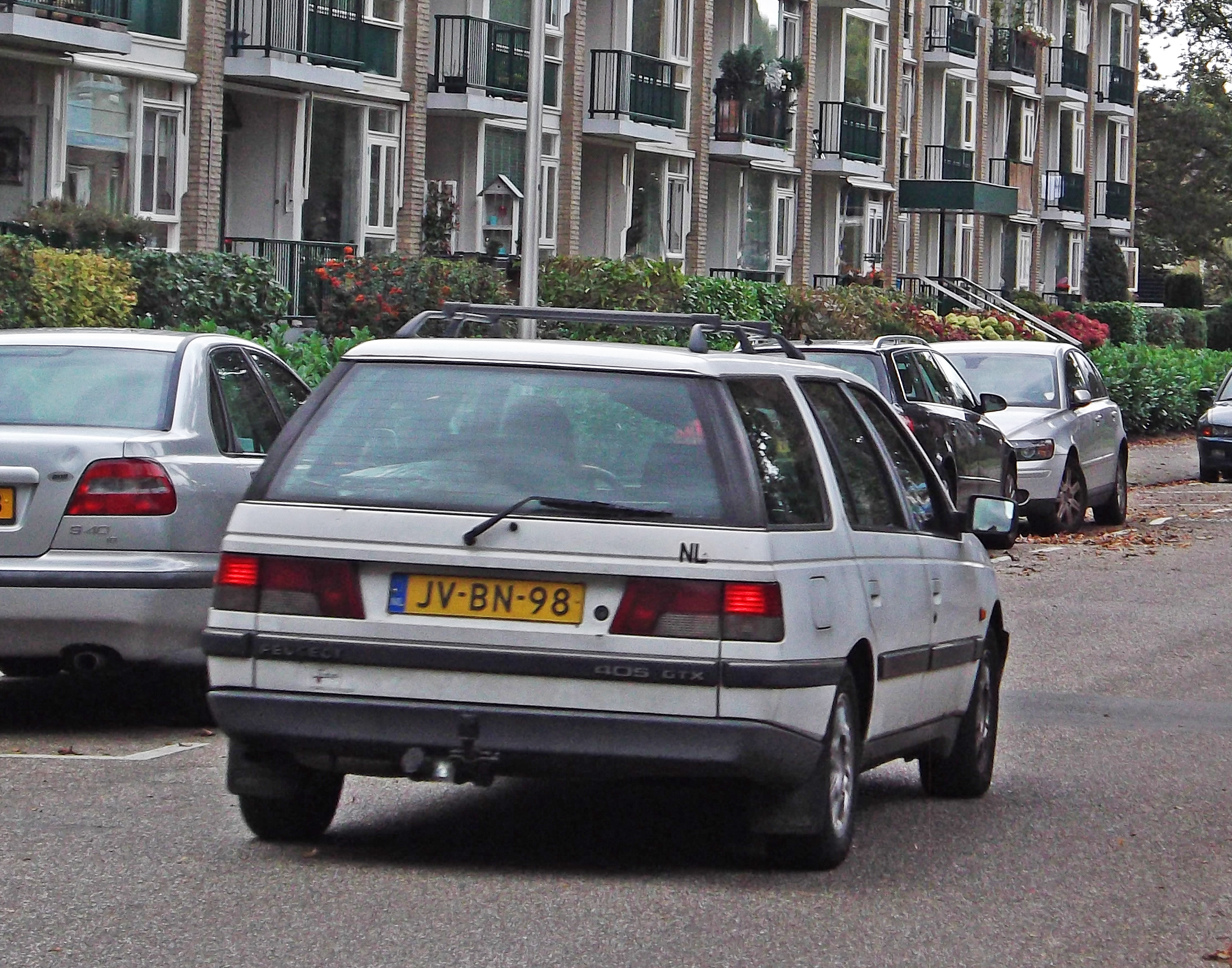
Peugeot 405 Break
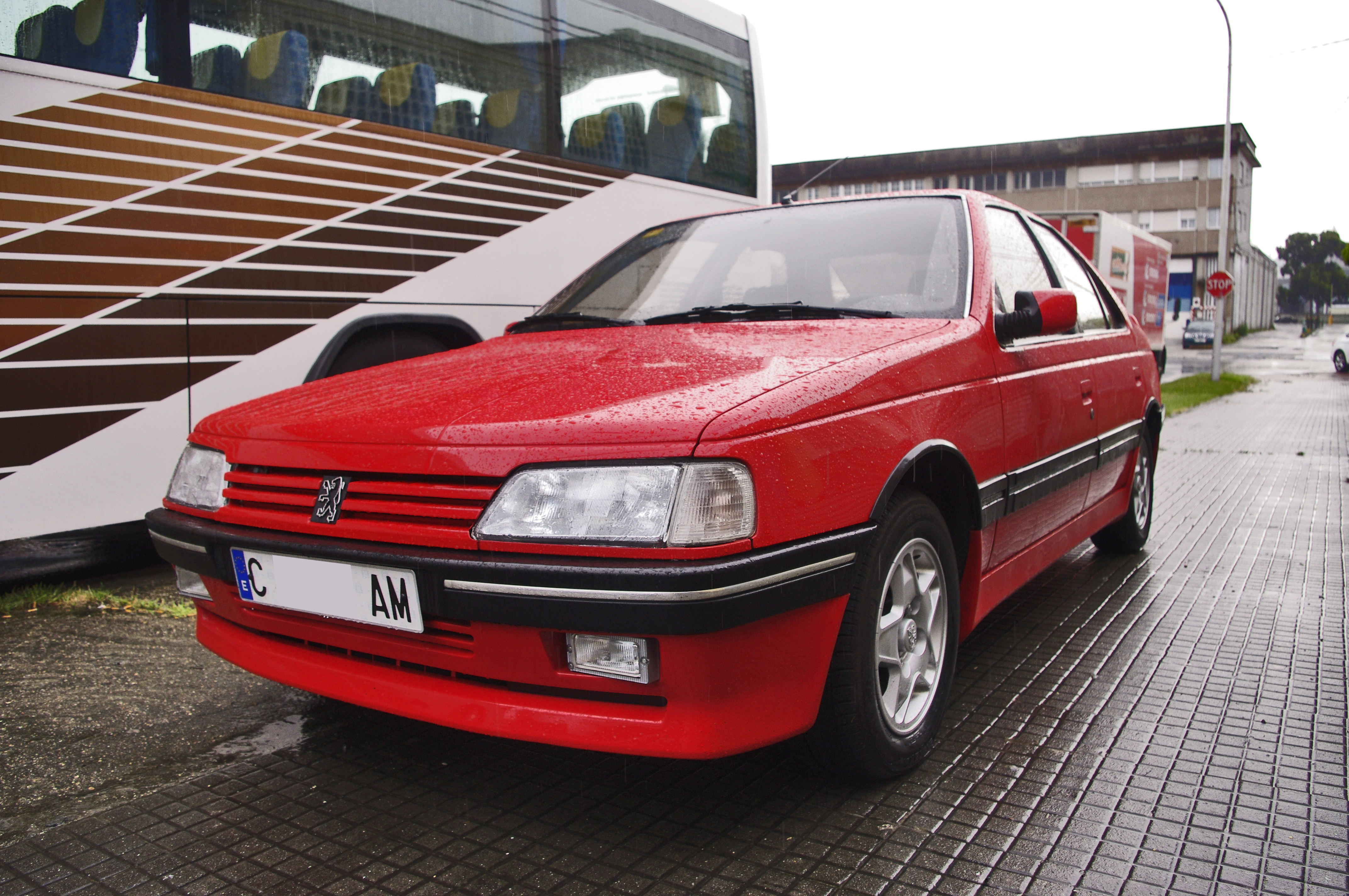
Peugeot 405 Mi16
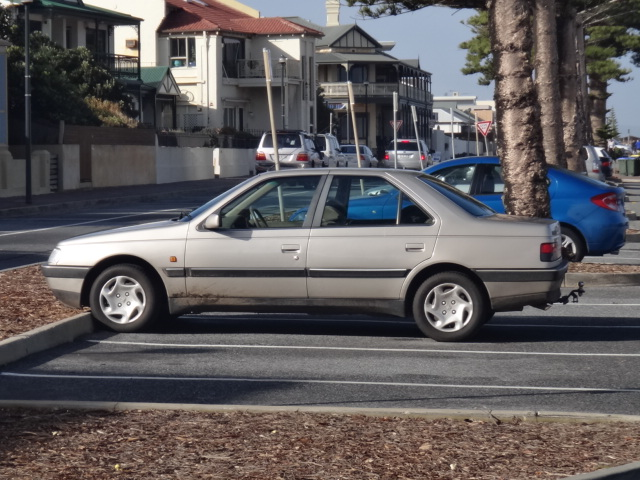
Peugeot 405 výbava style
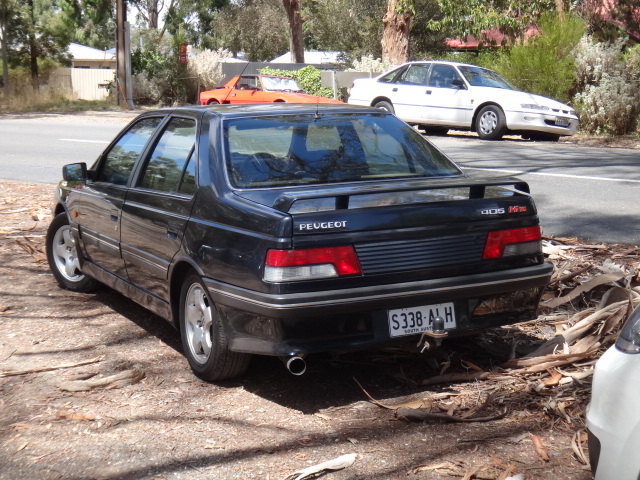
Mi16 starý model
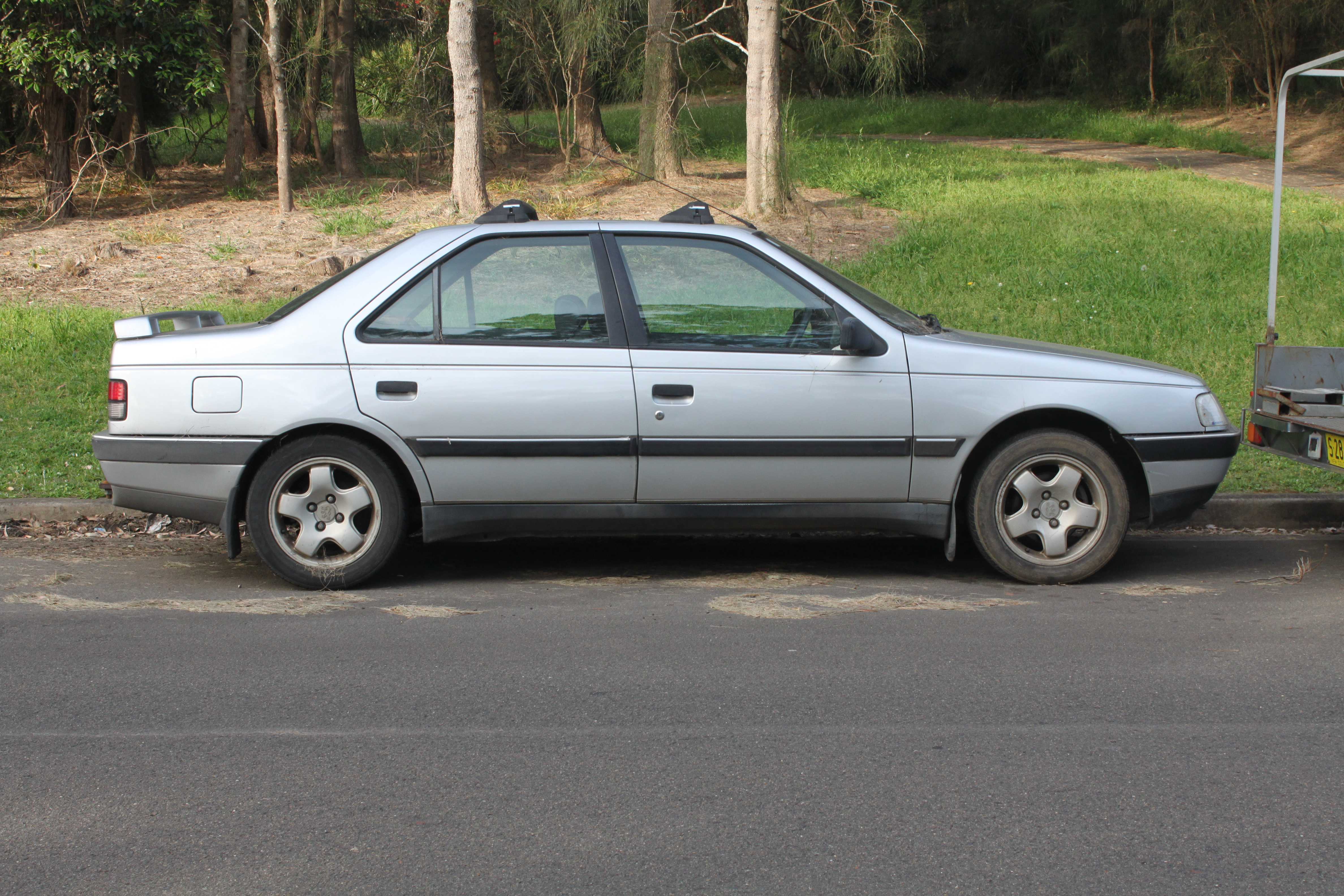
Peugeot 405 GL (Starý model)

## Rozměry (sedan/kombi)
- Rozvor – 2670 mm
- Délka – 4410 mm
- Šířka – 1690 mm, 1714 mm
- Výška – 1390 mm, 1450 mm
- Váha – 1020 kg, 1430 kg

## Závady
- Nepřesný ukazatel rychlosti
- Pazvuky přístrojové desky
- Únik oleje
- Koroze výfuku
- Slepnutí světlometů

## Výhody
- Prostorný interiér
- Prostorný zavazadlový prostor
- Komfortní odpružení
- Bezpečné jízdní vlastnosti
- Velmi dobrý posilovač řízení
- Bohatá základní výbava
- Přesné řazení
- Nesmrtelné osobní auto
- Levné náhradní díly a oprava
- Výkonné topení
- Skvělý a kvalitní motor

## Motory
| Model           | Motorová řada   | Kód motoru      | Počet válců     | Počet ventilů   | Ventilový rozvod | Vrtání × zdvih [mm] | Zdvihový objem [cm3] | Kompresní poměr | Příprava směsi  | Přeplňování     | KAT             | Max. výkon [kW (k) při ot./min] | Max. točivý moment [Nm při ot./min] |
| Zážehové motory | Zážehové motory | Zážehové motory | Zážehové motory | Zážehové motory | Zážehové motory  | Zážehové motory     | Zážehové motory      | Zážehové motory | Zážehové motory | Zážehové motory | Zážehové motory | Zážehové motory                 | Zážehové motory                     |
| --------------- | --------------- | --------------- | --------------- | --------------- | ---------------- | ------------------- | -------------------- | --------------- | --------------- | --------------- | --------------- | ------------------------------- | ----------------------------------- |
| 1,4             | TU3             | K5A             | R4              | 8V              | SOHC             | 75,0 × 77,0         | 1361                 | 9,3:1           | karburátor      | ne              | ne              | 47 (64) při 5400                | 111 při 3000                        |
| 1,4             | TU3 A           | K1G             | R4              | 8V              | SOHC             | 75,0 × 77,0         | 1361                 | 9,3:1           | karburátor      | ne              | ne              | 51 (69) při 5600                | 109 při 3400                        |
| 1,4             | TU3 F2/K        | K2D             | R4              | 8V              | SOHC             | 75,0 × 77,0         | 1361                 | 9,3:1           | karburátor      | ne              | ne              | 55 (75) při 5800                | 114 při 3800                        |
| 1,4i            | TU3 MC          | KDX             | R4              | 8V              | SOHC             | 75,0 × 77,0         | 1361                 | 9,3:1           | SPI             | ne              | ano             | 55 (75) při 5800                | 111 při 3400                        |
| 1,6             | XU5 1C          | B1E             | R4              | 8V              | SOHC             | 83,0 × 73,0         | 1580                 | –               | karburátor      | ne              | ne              | 53 (72) při –                   | – při –                             |
| 1,6             | XU5 CP          | BAZ             | R4              | 8V              | SOHC             | 83,0 × 73,0         | 1580                 | –               | karburátor      | ne              | –               | 55 (75) při 5800                | 117 při 3000                        |
| 1,6             | XU5 2C/K        | B2A             | R4              | 8V              | SOHC             | 83,0 × 73,0         | 1580                 | 8,95:1          | karburátor      | ne              | ne              | 68 (92) při 6000                | 132 při 2600                        |
| 1,6i            | XU5 M           | BDZ             | R4              | 8V              | SOHC             | 83,0 × 73,0         | 1580                 | 8,95:1          | SPI             | ne              | ano             | 65 (88) při 6400                | 132 při 3000                        |
| 1,6i            | XU5 M2/Z        | BDY             | R4              | 8V              | SOHC             | 83,0 × 73,0         | 1580                 | 8,95:1          | SPI             | ne              | ano             | 65 (88) při 6400                | 128 při 3000                        |
| 1,6i            | XU5 JP          | BFZ             | R4              | 8V              | SOHC             | 83,0 × 73,0         | 1580                 | 9,25:1          | MPI             | ne              | ano             | 65 (88) při 6000                | 130 při 2600                        |
| 1,8i            | XU7 JP          | LFZ             | R4              | 8V              | SOHC             | 83,0 × 81,4         | 1761                 | 9,25:1          | MPI             | ne              | ano             | 74 (101) při 6000               | 153 při 3000                        |
| 1,9             | XU9 2C          | D2H             | R4              | 8V              | SOHC             | 83,0 × 88,0         | 1905                 | 9,0:1           | karburátor      | ne              | ne              | 80 (109) při 6000               | 160 při 3000                        |
| 1,9i            | XU9 M           | DDZ             | R4              | 8V              | SOHC             | 83,0 × 88,0         | 1905                 | 9,2:1           | SPI             | ne              | ano             | 80 (109) při 6000               | 158 při 3000                        |
| 1,9i            | XU9 J1          | DFZ             | R4              | 8V              | SOHC             | 83,0 × 88,0         | 1905                 | 8,4:1           | MPI             | ne              | ano             | 77 (105) při 6000               | 140 při 3000                        |
| 1,9i            | XU9 J2          | D6D             | R4              | 8V              | SOHC             | 83,0 × 88,0         | 1905                 | 9,3:1           | MPI             | ne              | ne              | 89 (121) při 5500               | 172 při 2750                        |
| 1,9i            | XU9 JA/Z        | DKZ             | R4              | 8V              | SOHC             | 83,0 × 88,0         | 1905                 | 9,2:1           | MPI             | ne              | ano             | 88 (120) při 6000               | 150 při 3000                        |
| 1,9 Mi16        | XU9 J4          | D6C             | R4              | 16V             | DOHC             | 83,0 × 88,0         | 1905                 | 10,4:1          | MPI             | ne              | ne              | 116 (158) při 6500              | 177 při 5000                        |
| 1,9 Mi16        | XU9 J4/Z        | DFW             | R4              | 16V             | DOHC             | 83,0 × 88,0         | 1905                 | 10,4:1          | MPI             | ne              | ano             | 108 (147) při 6400              | 166 při 5000                        |
| 2,0i            | XU10 J2         | RFX             | R4              | 8V              | SOHC             | 86,0 × 86,0         | 1998                 | 9,5:1           | MPI             | ne              | ano             | 89 (121) při 5750               | 176 při 2750                        |
| 2,0 Mi16        | XU10 J4/Z       | RFY             | R4              | 16V             | DOHC             | 86,0 × 86,0         | 1998                 | 10,4:1          | MPI             | ne              | ano             | 112 (152) při 6500              | 183 při 3500                        |
| 2,0 Mi16        | XU10 J4         | RFT             | R4              | 16V             | DOHC             | 86,0 × 86,0         | 1998                 | 10,4:1          | MPI             | ne              | ano             | 110 (150) při 6500              | 183 při 3500                        |
| 2,0 T16         | XU10 J4TE       | RGZ             | R4              | 16V             | DOHC             | 86,0 × 86,0         | 1998                 | 8,0:1           | MPI             | VGT, IC         | ano             | 144 (196) při 5000–6500         | 288 při 2600–4500                   |
| Vznětové motory |                 |                 |                 |                 |                  |                     |                      |                 |                 |                 |                 |                                 |                                     |
| 1,8 TD          | XUD7 TE         | A8A             | R4              | 8V              | SOHC             | 80,0 × 88,0         | 1769                 | 22,5:1          | IDI–VEP         | T, IC           | ne              | 66 (90) při 4300                | 180 při 2100                        |
| 1,8 TD          | XUD7 TE/Y       | AJZ             | R4              | 8V              | SOHC             | 80,0 × 88,0         | 1769                 | 22,5:1          | IDI–VEP         | T, IC           | ne              | 66 (90) při 4300                | 180 při 2100                        |
| 1,9 D           | XUD9 /Y         | DJZ             | R4              | 8V              | SOHC             | 83,0 × 88,0         | 1905                 | 23,0:1          | IDI–VEP         | ne              | ne              | 47 (64) při 4600                | 118 při 2000                        |
| 1,9 D           | XUD9 A          | D9B             | R4              | 8V              | SOHC             | 83,0 × 88,0         | 1905                 | 23,0:1          | IDI–VEP         | ne              | ne              | 51 (69) při 4600                | 120 při 2000                        |
| 1,9 D           | XUD9 A          | DJY             | R4              | 8V              | SOHC             | 83,0 × 88,0         | 1905                 | 23,0:1          | IDI–VEP         | ne              | ne              | 51 (69) při 4600                | 120 při 2000                        |
| 1,9 TD          | XUD9 TE/L       | D8A             | R4              | 8V              | SOHC             | 83,0 × 88,0         | 1905                 | 21,8:1          | IDI–VEP         | T, IC           | ne              | 68 (92) při 4000                | 196 při 2250                        |
| 1,9 TD          | XUD9 TE/Y       | DHY             | R4              | 8V              | SOHC             | 83,0 × 88,0         | 1905                 | 21,8:1          | IDI–VEP         | T, IC           | ano             | 66 (90) při 4000                | 196 při 2250                        |

## 405 MI 16

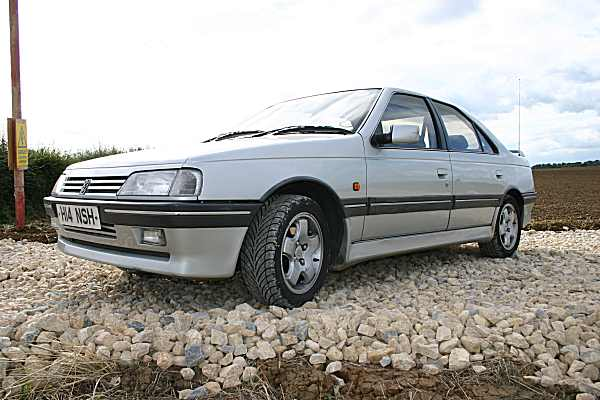
Peugeot 405 MI 16 (1990)

Jednalo se o sportovní verzi typu 405 postaveným na základě sedanu. Do roku 1992 k pohonu sloužil čtyřdobý řadový kapalinou chlazený šestnáctiventilový čtyřválec s rozvodem 2× OHC. Byl uložen napříč před nápravou a skloněný o 30° vzad. Objem byl 1905 cm3 a kompresní poměr 10,4:1. Maximální výkon byl 108 kW a 160 Nm (DFW XU9J4Z) respektive 116 kW/176 Nm (D6C XU9J4). Výkon motoru se lišil podle trhu kde byl nabízen. Vůz měl pětistupňovou převodovku a pohon předních nebo všech kol. Přední kola byla zavěšená na příčných trojúhelníkových ramenech a vzpěrách typu McPherson odpružená vinutými pružinami a zadní na vlečených ramenech odpružených příčnými torzními (zkrutnými) tyčemi. Vpředu i vzadu byly teleskopické plynokapalinové tlumiče a příčné zkrutné stabilizátory. Vůz byl vybaven posilovačem a systémem ABS od firmy Bendix. Maximální rychlost vozu byla 220 km/h (215 km/h verze Mi16x4).
Modelový rok 1992–1994 znamenal pro model Mi16 zvýšení objemu na 1998 cm3 a výkonu na 112 kW/183 Nm (RFY XU10J4Z) a upuštění od verze 4×4.
Výkony 0–100 km/h/max
- 108 kW 8,6 s/220
- 108 kW 4×4 9,8 s/215
- 116 kW 8,5 s/220
- 112 kW 9,8 s/215

Do předního nárazníku byl integrován spoiler. Vůz byl vybaven sportovními sedadly, centrálním zamykáním, elektrickým ovládáním oken a vyhříváním zpětných zrcátek a zadního okna.

## Výbavy
| Výbava                              | Sillage          | Style      | Signature  |
| ----------------------------------- | ---------------- | ---------- | ---------- |
| Posilovač řízení                    | ano              | ano        | ano        |
| Uložná schránka ve dveřích          | ano              | ano        | ano        |
| Upozornění nevypnutých světel       | ano              | ano        | ano        |
| El. přední okna                     | volitelné        | ano        | ano        |
| El. zadní okna                      | ne               | ne         | ano        |
| Topení                              | ano              | ano        | ano        |
| Hlavové opěrky                      | 2                | 2          | 4          |
| ABS                                 | volitelné        | volitelné  | volitelné  |
| Airbag řidiče                       | volitelné        | volitelné  | volitelné  |
| Mlhová světla                       | ne               | volitelné  | ano        |
| Klimatizace                         | ne               | volitelné  | ano        |
| Radio peugeot                       | volitelné (4030) | ano (4030) | ano (4040) |
| Metalíza                            | volitelné        | ano        | ano        |
| Tonovaná skla                       | ne               | ano        | ano        |
| Kola z lehkých slitin               | ne               | volitelné  | ano        |
| Vyhřívaná zrcátka                   | ne               | ano        | ano        |
| El. zrcátka                         | ne               | ne         | ano        |
| Nastavení bederní části sedadel     | ne               | ano        | ano        |
| Výškově nastavitelné sedadlo řidiče | ne               | ne         | ano        |
| Otáčkoměr                           | ne               | ano        | ano        |
| Kapsa na mapu                       | ne               | ne         | ano        |
| Odkládací schránka                  | ne               | ano        | ano        |
| Loketní opěrka řidiče               | ne               | ano        | ano        |
| El. střešní okno                    | ne               | volitelné  | volitelné  |
| Imobilizér                          | volitelné        | volitelné  | volitelné  |
| Střešní nosič (kombi)               | ne               | černé      | chrom      |
| Kliky                               | černé            | barva      | barva      |
| Lišty kolem oken                    | černé            | chrom      | chrom      |

## T16 a Turbo 16

### 405 T16/405 Turbo 16

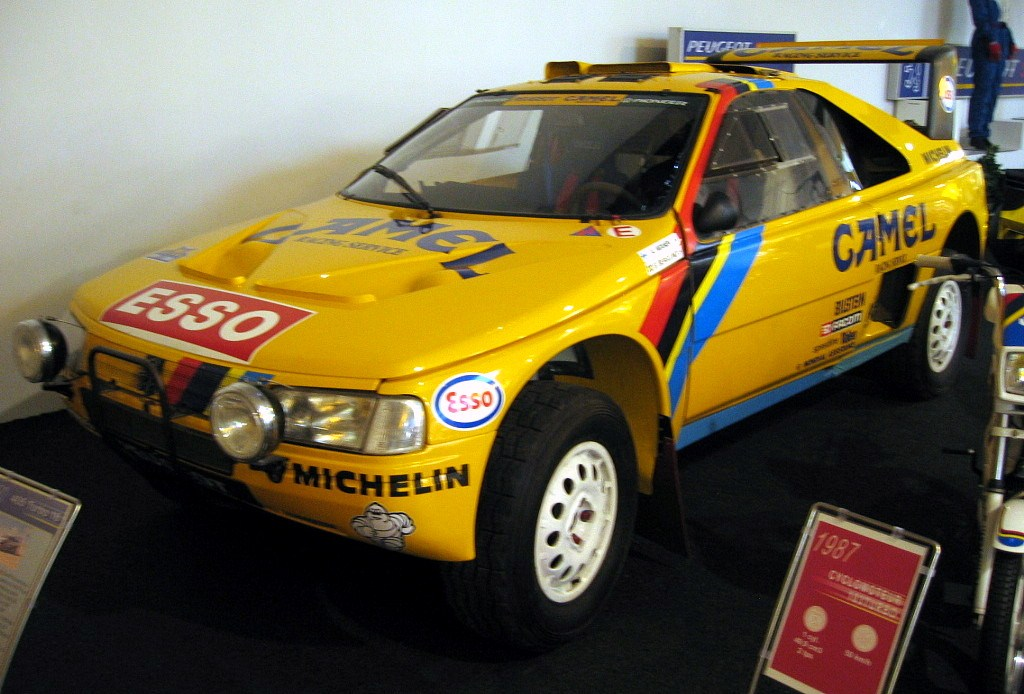
Peugeot 405 Turbo 16

Peugeot 405 T16 byla výkonná verze standardního sedanu vyráběná po faceliftu vozu od roku 1993. Diskrétně se tvářící sedan na pohled nerozeznatelný od modelu Mi16 ovšem skrýval srdce zdatného sportovce – šestnáctiventilový motor řady XU dopovaný turbodmychadlem Garret VAT 25 s variabilním nastavováním lopatek. Z objemu 1998 cm³ tak nabízel výkon téměř 200 koní (144 kW) v rozmezí 5000 až 6500 ot/min a točivý moment 288 Nm v rozmezí 2600–4500 ot/min, navíc s možností tzv. overboost, kdy výkon na dobu 45 sekund poskočil na hodnotu téměř 220 koní (158 kW) a 318 Nm. Další podstatnou změnou bylo použití pohonu všech kol s viskózní spojkou a zadním šnekovým diferenciálem Torsen. Přesto se nejednalo o spartánský sportovní vůz, ale spíše o, na svoji dobu, špičkově vybavený luxusní GT. Jedná se o velice vzácnou verzi, informace o počtu vyrobených vozů kolísají mezi 400–2500 kusy, nejčastěji zmiňovaným číslem je 1016 ks. Závodní verze Turbo 16 se od civilního provedení velmi lišila. Měla karoserii kupé s motorem umístěním uprostřed. Měla stálý pohon a řízení všech kol. Technický základ speciálu byl převzat a vylepšen z typu 205 T16. Byly vyrobeny pouze 2 vozy pro rallye Dakar a další pouštní maratony. V roce 1988 vyhrál Peugeot 405 T16 populární americký závod do vrchu Pikes Peak. Ve stejném roce se Peugeot zúčastnil i Dakaru se dvěma vozy 205 a dvěma vozy 405. Jedna čtyřistapětka však měla technické potíže a vedoucí vůz Ari Vatanena byl po odcizení a následném nalezení penalizován za promeškání časového limitu nástupu na start etapy. V letech 1989 a 1990 však již tyto vozy vyhrály.